# 维拉尔达雷讷
维拉尔达雷讷（法語：Villar-d'Arêne，法語發音：[vilaʁ daʁɛn]）是法国上阿尔卑斯省的一个市镇，属于布里扬松区。

## 地理
维拉尔达雷讷（45°2'34"N, 6°20'13"E）面积77.51 平方千米，位于法国普罗旺斯-阿尔卑斯-蓝色海岸大区上阿尔卑斯省，该省份为法国东南部内陆省份，北起萨瓦省，西北接伊泽尔省，西南接德龙省，南至上普罗旺斯阿尔卑斯省，东北部与意大利接壤。
与维拉尔达雷讷接壤的市镇（或旧市镇、城区）包括：拉格拉沃、勒莫内捷莱班、瓦桑地区圣克里斯托夫、瓦卢伊斯-佩尔武。

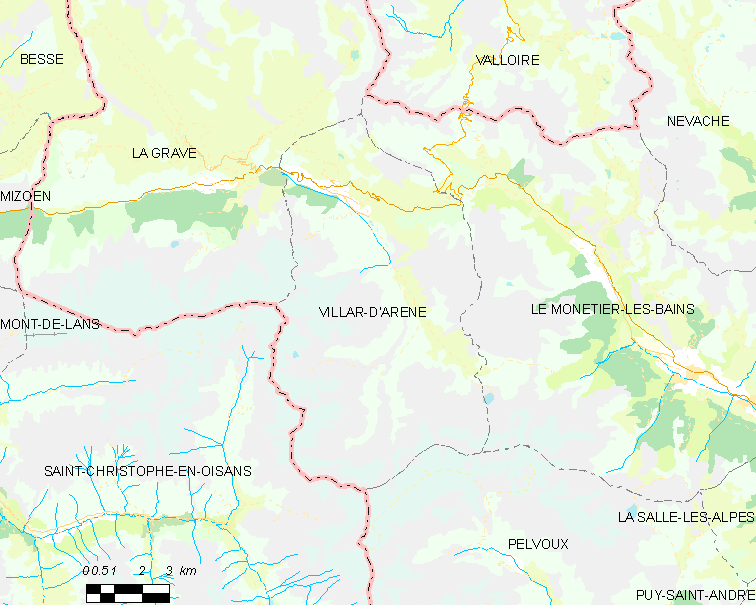
维拉尔达雷讷的OSM定位图

维拉尔达雷讷的时区为UTC+01:00、UTC+02:00（夏令时）。

## 行政
维拉尔达雷讷的邮政编码为05480，INSEE市镇编码为05181。

## 政治
维拉尔达雷讷所属的省级选区为布里扬松第一县。

## 人口

1962-2008年间维拉尔达雷讷人口变化图示

维拉尔达雷讷于2022年1月1日时的人口数量为290人。